# Charles Paulet, 2. vévoda z Boltonu
Charles Paulet, 2. vévoda z Boltonu (Charles Paulet, 2nd Duke of Bolton, 7th Marquess of Winchester, 7th Earl of Wiltshire, 7th Baron St. John of Basing) (1661 – 21. ledna 1722, Londýn, Anglie) byl britský dvořan a státník ze starobylé šlechty. V mládí byl poslancem Dolní sněmovny, od roku 1698 zasedal v Horní sněmovně. Dvakrát byl irským místokrálem, u dvora zastával funkci nejvyššího komořího.

## Kariéra
Pocházel ze starobylého šlechtického rodu Pauletů, byl nejstarším synem Charlese Pauleta, 1. vévody z Boltonu. Po studiích ve Winchesteru absolvoval kavalírskou cestu, během níž pobýval převážně ve Francii (1675–1678). Po návratu se stal poslancem Dolní sněmovny (1681, 1685–1687 a 1689–1698), kde v řadách whigů podpořil nástup Viléma Oranžského. Souběžně sloužil v armádě a dosáhl hodnosti plukovníka, v letech 1689–1694 byl nejvyšším komořím královny Marie a od roku 1690 členem Tajné rady. V roce 1698 zdědil titul vévody a vstoupil do Sněmovny lordů (jako otcův dědic předtím užíval titul hraběte z Wiltshire a od roku 1689 vystupoval pod jménem markýze z Winchesteru). Zastával úřad lorda místodržitele v několika hrabstvích (Hampshire 1692–1710, Dorset 1699–1710). V letech 1699–1700 byl jedním ze tří místodržitelů v Irsku. V roce 1706 byl jedním z komisařů pro sloučení Anglie a Skotska a v letech 1707–1710 guvernérem na ostrově Wight.
Po pádu Godolphinovy vlády v roce 1710 byl zbaven všech úřadů a donucen k dočasnému odchodu do ústraní. Po smrti královny Anny se stal členem regentské vlády a podpořil nástup hannoverské dynastie, což předurčilo jeho další kariéru. V roce 1714 získal Podvazkový řád, byly mu také vráceny místodržitelské úřady v Hamsphire a Dorsetu. V letech 1715–1717 byl lordem nejvyšším komořím a nakonec místokrálem v Irsku (1717–1721). V době nepřítomnosti Jiřího I. v Anglii v roce 1720 byl též členem místodržitelského úřadu. V návaznosti na jmenování Walpolovy vlády odstoupil v srpnu 1721 z funkce irského místokrále a zemřel krátce poté na zánět pohrudnice. Přes četné vysoké funkce neměl u dvora vliv odpovídající jeho postavení, což bylo do značné míry způsobeno jeho sklonem k alkoholismu a přezíravému chování, kvůli čemuž neměl mnoho přátel.

## Manželství a potomstvo

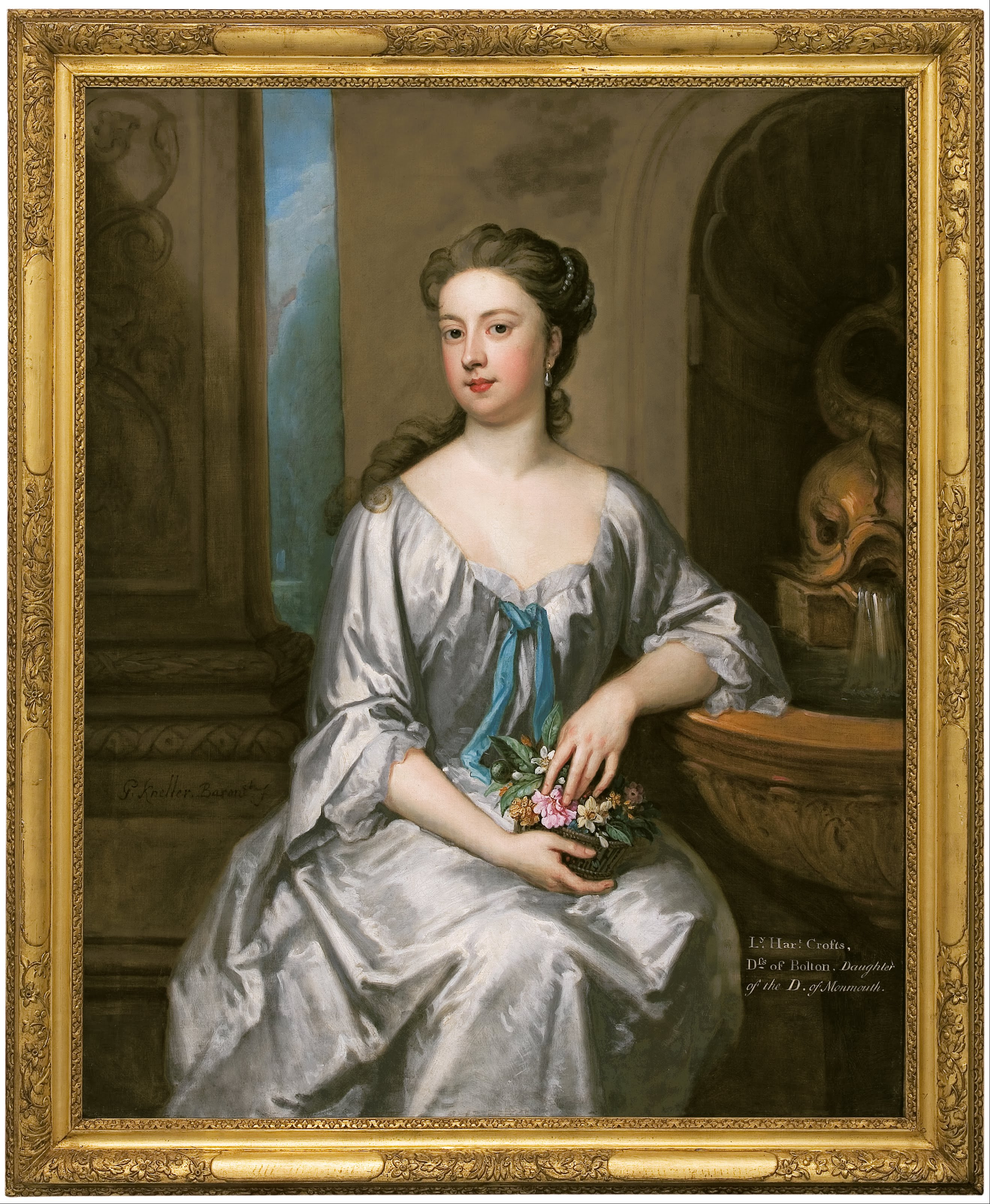
Henrietta Paulet, rozená Crofts, vévodkyně z Boltonu (Godfrey Kneller, 1715)

Byl celkem třikrát ženatý. Poprvé se oženil v roce 1679 s Margaret Coventry (1657–1683), jejíž strýcové Henry a William patřili k významným osobnostem za vlády Karla II. Jeho druhou manželkou byla Frances Ramsden (1661–1696) a nakonec se oženil v roce 1697 s Henriettou Crofts (1682–1730), dcerou popraveného Jamese Scotta, vévody z Monmouthu. Ta byla v letech 1714–1717 dvorní dámou Karoliny z Ansbachu, princezny waleské, a v roce 1715 se neúspěšně snažila požádat o milost pro účastníky jakobitského povstání.
Potomstvo měl z druhého a třetího manželství:
- Charles Paulet, 3. vévoda z Boltonu (1685–1754), generál, dvořan, guvernér Toweru
- Harry Paulet, 4. vévoda z Boltonu (1691–1759), důstojník, lord admirality, guvernér Toweru
- Frances Paulet († 1715), manžel lord John Mordaunt (1681–1710), důstojník, člen Dolní sněmovny, syn prvního ministra 3. hraběte z Peterborough
- lord Nassau Paulet (1698–1741), důstojník, člen Dolní sněmovny

Mladší bratr 2. vévody z Boltonu, lord William Paulet (1667–1729), sloužil v armádě a byl dlouholetým poslancem Dolní sněmovny (1689–1729).